# 白氏藓
白氏藓（学名：Brothera leana），又名白叶藓，为曲尾藓科白叶藓属下的一个种。